# Platymetopius fugitans
Platymetopius fugitans är en insektsart som beskrevs av Alexander Fyodorovich Emeljanov 1972. Platymetopius fugitans ingår i släktet Platymetopius och familjen dvärgstritar. Inga underarter finns listade i Catalogue of Life.